# 哥本哈根麗笙精選皇家酒店
哥本哈根麗笙精選皇家酒店（英語：Radisson Collection Hotel, Royal Copenhagen）是位於丹麥哥本哈根的一座歷史酒店。

## 历史
修建於1956年至1960年期間，設計者是阿纳·雅各布森，最初由斯堪迪納維亞航空公司（SAS集團）所有。酒店最早的名稱是SAS皇家酒店（英語：SAS Royal Hotel），1994年，SAS集團與卡尔森酒店集团展開品牌合作，改名為麗笙SAS皇家酒店（英語：Radisson SAS Royal Hotel）。2006年，SAS集團分拆酒店部門上市，成為瑞德酒店集团，卡尔森酒店集团是原始股東之一，並於2010年將上市公司收編為子公司。而酒店於2009年改稱為哥本哈根麗笙皇家酒店（英語：Radisson Blu Royal Hotel Copenhagen），2018年改屬集團頂級品牌麗笙精選。拉迪森皇家酒店是丹麥規模最大的酒店之一。